# Jókút
Jókút (1899-ig magyarul, és a mai napig németül: Kutti,[forrás?] szlovákul Kúty) község Szlovákiában, a Nagyszombati kerületben, a Szenicei járásban.

## Fekvése
Szenicétől 27 km-re délnyugatra fekszik.

## Története
A régészeti leletek tanúsága szerint a község területén már a kőkorszakban i. e. 2000 körül is éltek emberek. Később a bronzkor emberének i. e. 1500 és i. e. 700 közötti maradványai, valamint az i. e. 500 körül itt élt La Tène-kultúra emberének nyomai kerültek elő.
A mai települést 1468-ban Kuth néven említik először, Éleskő várának uradalmához tartozott. Később a Czobor család birtoka lett. 1645-ben a település leégett. 1678-ban három malom is működött a községben, amely 1736-tól a Habsburg család birtoka lett. 1707-ben egy feljegyzés még csak Szent Anna kápolnáját említi, de 1726-ra felépült a katolikus templom is, melynek tornya csak 1841-ben készült el.
Vályi András szerint "KÚTI. Tót falu Nyitra Várm. földes Ura a’ F. Király, lakosai katolikusok, fekszik Brodezkához 1/2 mértföldnyire, határja jól termő, jó kendert termesztenek, és árúlnak, fája, makkja, gubacsa, legelője van, földgye, réttye jó, piatzozása Sassinban."
Fényes Elek 1851-ben megjelent geográfiai szótárában "Kutty, Nyitra m. tót falu, a Miava vize mellett, a Holicstól Pozsonyba vivő országutban. Számlál 2264 kath., 11 zsidó lak. Kath. paroch. templom. Határa termékeny; különösen rétje sok és jó; erdeje s ligetei szépek; halászata a Miavában, főképen pedig a Morvában hasznos; kendert termeszt, s azzal kereskedik Morvaországban és Ausztriában; 3 vizimalma van. F. u. ő cs. k. felsége."  Archiválva 2007. szeptember 27-i dátummal a Wayback Machine-ben
A trianoni békeszerződésig Nyitra vármegye Szakolcai járásához tartozott.

## Népessége
| Év:            | 1994. | 2004.   | 2014.   | 2024.   |
| -------------- | ----- | ------- | ------- | ------- |
| Emberek száma: | 4093  | 4129    | 4053    | 4008    |
| Eltérés:       |       | +0,87 % | -1,84 % | -1,11 % |

| Év:            | 2023. | 2024.   |
| -------------- | ----- | ------- |
| Emberek száma: | 4012  | 4008    |
| Eltérés:       |       | -0,09 % |

1910-ben 2785, túlnyomórészt szlovák lakosa volt.
2001-ben 4136 lakosából 4011 szlovák, 56 cigány, 52 cseh volt.
2011-ben 4099 lakosából 3753 szlovák, 36 cseh és 24 cigány.

## Nevezetességei
- Szent József tiszteletére szentelt barokk római katolikus temploma 1716 és 1726 között épült. Tornya 1841-ben készült el.

## Neves személyek
- Itt hunyt el 1879-ben Andrej Ľudovít Radlinský szlovák író.
- Itt született 1879-ben Jehlicska Ferenc teológiai tanár és szakíró.